# Arrowsmith (Illinois)
Pour les articles homonymes, voir Arrowsmith.
Arrowsmith est un village du comté de McLean, dans l’État de l'Illinois, au nord-est des États-Unis. 